# ホレス・ウォルポール

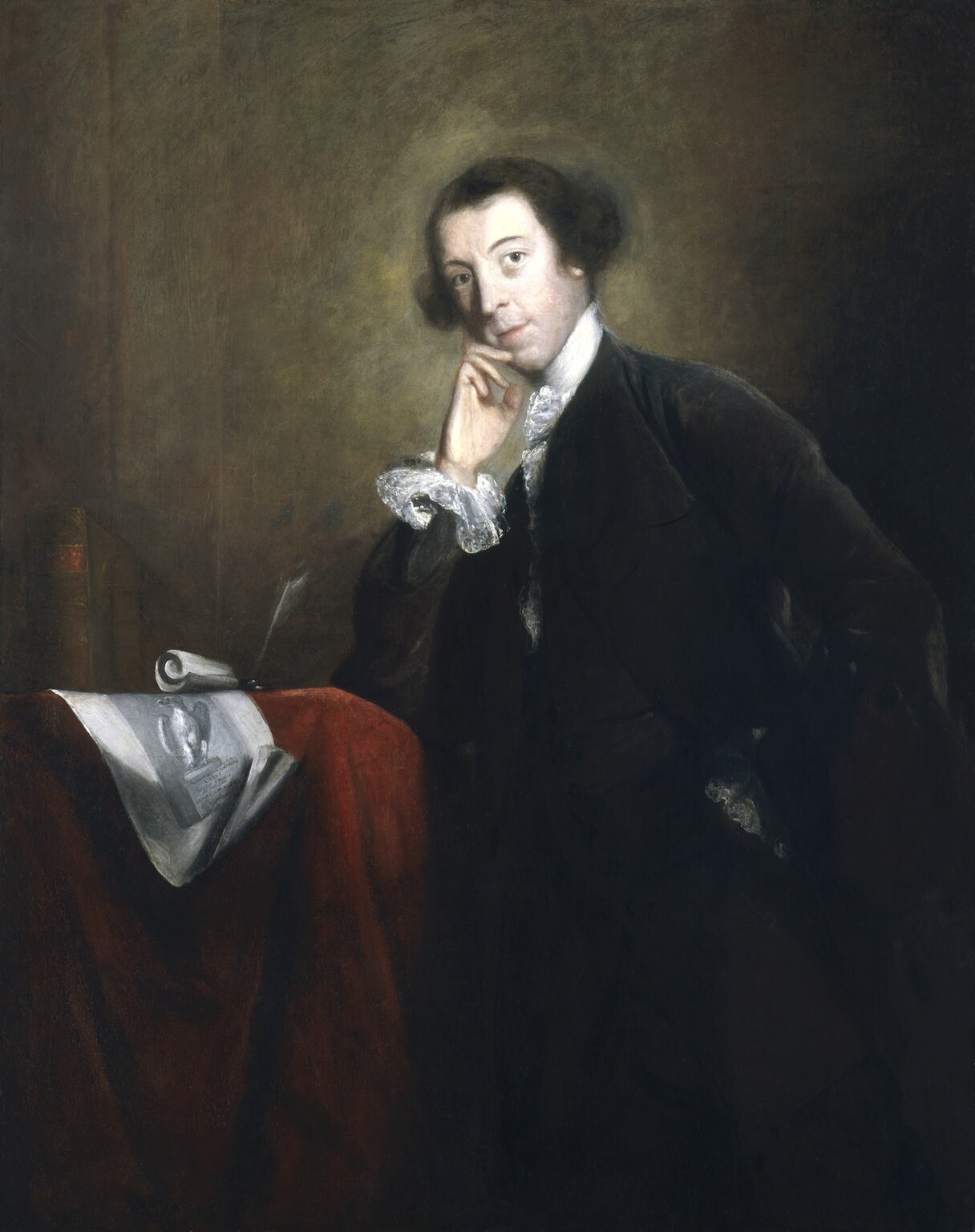
ホレス・ウォルポール

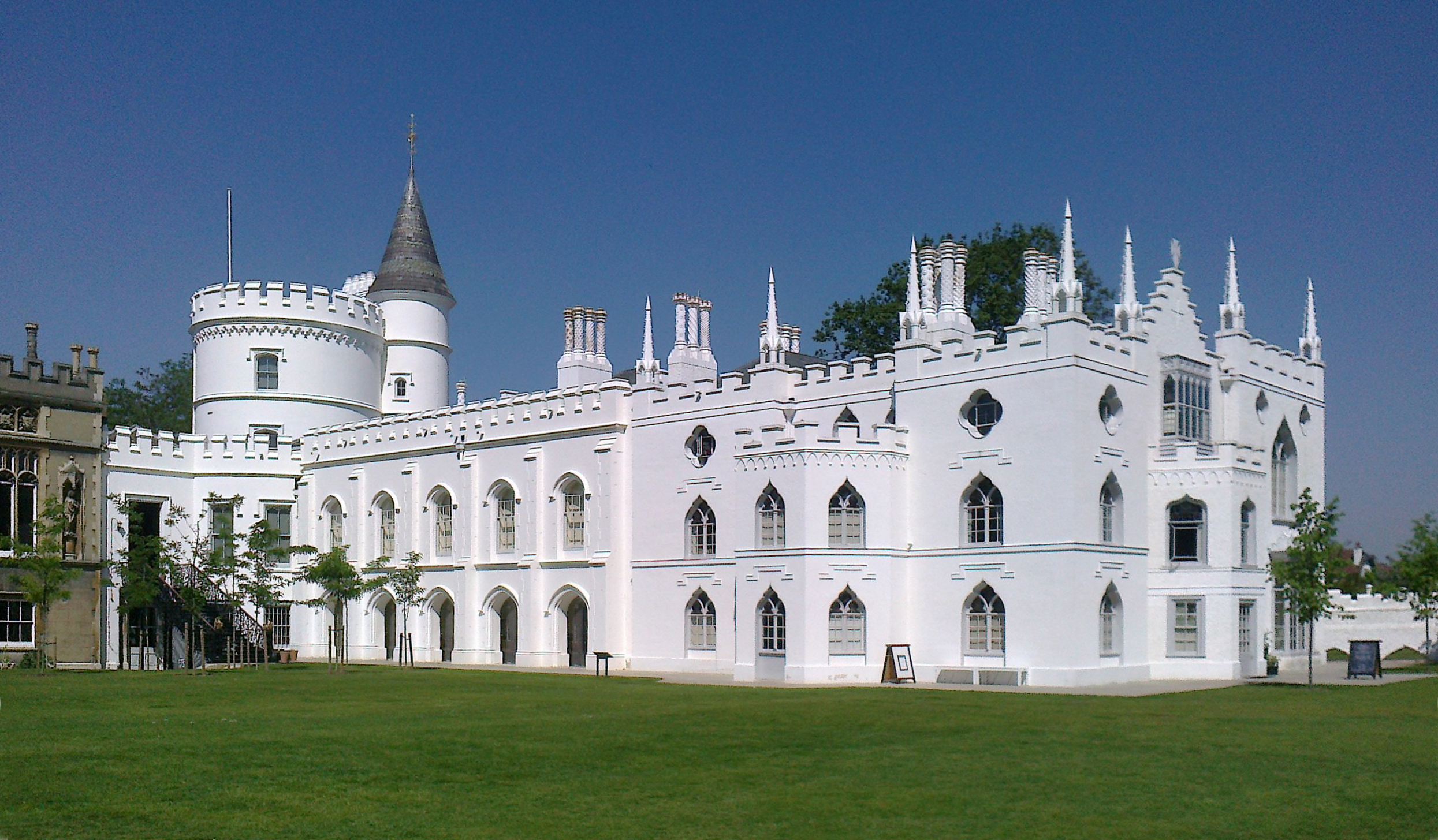
古資料をもとに2008年から2年をかけて修復されたストロベリーヒル・ハウス

第4代オーフォード伯爵ホレス・ウォルポール（Horace Walpole, 4th Earl of Orford, 1717年9月24日 - 1797年3月2日）は、イギリスの政治家、貴族、小説家。ゴシック小説『オトラント城奇譚』で知られる。政治家で初代首相ロバート・ウォルポールとキャサリン・ショーターの三男である。

## 経歴
イートン校とケンブリッジ大学で学び、1739年から2年間、詩人トマス・グレイとともにフランス、イタリア遊学（グランドツアー）を行っている。下院議員（1741年 - 1768年）を務めた。
1791年、甥の第3代オーフォード伯ジョージ・ウォルポールの死により襲爵、第4代オーフォード伯となったが、彼にも子がなく、6年後の1797年に69歳で死去、オーフォード伯爵家は断絶した。ただし、もう1つの称号ウォルポール男爵位は従弟のホレーショ・ウォルポールが継承、1806年に新設の形でオーフォード伯爵位も受け継ぎ存続した。

## 中世趣味
今日、ウォルポールが知られているのは、その趣味的な生活ぶりによる。
別荘のストロベリー・ヒル・ハウスを改築して（工事は1750年頃から数十年にわたった）、自分好みの中世ゴシック風に仕立てたが、これが大変な評判になり、毎日見学者が来るほどであった。1757年からそこに印刷所をもうけ、自作やグレイその他友人の作品を次々と印刷出版した。また、ある日見た夢をもとに中世の古城を舞台にした幻想的な小説『オトラント城奇譚』（1764年）を書き、これも評判を呼んだ。ストローベリ・ヒルと『オトラント城奇譚』はイギリスにおけるゴシック趣味の流行に決定的な影響を与えたと評されている。

## エピソード
- ウォルポールがあみだした造語にセレンディピティがある。
- 彼は愛猫家として有名で、愛猫セリマが金魚鉢で溺れて死んだ際は深く悲しんだという。またこのウォルポールの嘆きをもとに、詩人トーマス・グレイ(1716-1771)が、猫に捧げる詩を書いたことにより、この逸話は人口に膾炙することになったという[4]。さらにこのグレイの詩は夏目漱石の吾輩は猫であるでも言及されている。
- 吉田健一に、人物論「ホレス・ワルポオル」-『ヨオロッパの人間』（新潮社、新版・講談社文芸文庫）がある（吉田の父は外相・首相だった吉田茂）。

## 主な著作
- Some Anecdotes of Painting in England (1762)
- The Castle of Otranto (1764)
  - 平井呈一訳 『オトラント城綺譚』新人物往来社・怪奇幻想の文学、1970年 / 牧神社、1975年 / 『ゴシック文学神髄』収録、東雅夫編、ちくま文庫、2020年
  - 同上 『おとらんと城綺譚』思潮社、1972年 / 学研M文庫「ゴシック名訳集成西洋伝奇物語―伝奇ノ匣7」収録、東雅夫編、2004年、電子書籍で再刊（2015年）。古風な文体での訳
  - 井口濃訳 『オトラント城奇譚』講談社文庫、1978年
  - 井出弘之訳 『オトラントの城』国書刊行会・ゴシック叢書、1983年
  - 千葉康樹訳 『オトラント城』研究社・英国十八世紀文学叢書、2012年[5]、電子書籍で再刊（2022年）
- The Mysterious Mother (1768)
- Historic Doubts on the Life and Reign of Richard III (1768)
- On Modern Gardening (1780)
- A Description of the Villa of Mr. Horace Walpole (1784)
- Hieroglyphic Tales (1785)